# Coupe Spengler 1972
Navigation
Édition précédente Édition suivante
La Coupe Spengler 1972 est la 46e édition de la Coupe Spengler. Elle se déroule en décembre 1972 à Davos, en Suisse.

## Règlement du tournoi
Les équipes sont regroupés au sein d'un seul groupe. Les équipes jouent un match contre chacune des autres équipes. Le premier de la poule est déclaré vainqueur de la Coupe Spengler.

## Résultats des matchs et classement
| Clt   | Équipe            | PJ | V | D | N | BP | BC | Pts |
| ----- | ----------------- | -- | - | - | - | -- | -- | --- |
| +001, | Slovan Bratislava | 4  | 2 | 0 | 2 | 19 | 9  | 6   |
| +002, | Torpedo Gorki     | 4  | 3 | 1 | 0 | 21 | 9  | 6   |
| +003, | Tampere Ilves     | 4  | 2 | 1 | 1 | 20 | 11 | 5   |
| +004, | Suisse            | 4  | 1 | 2 | 1 | 14 | 22 | 3   |
| +005, | Norvège           | 4  | 0 | 4 | 0 | 9  | 32 | 0   |

- Vainqueur de la compétition